# Fusion du silicium
En astrophysique, la fusion du silicium (parfois appelée improprement combustion du silicium) est une phase de fusion nucléaire de quelques semaines (typiquement une à trois semaines) de la fin de vie d'une étoile d'au moins 8 masses solaires. Cette phase commence lorsque ces étoiles ont épuisé tous les combustibles de la séquence principale du diagramme de Hertzsprung-Russell (hydrogène, hélium, carbone, néon, oxygène, magnésium...), ce qui contracte leur cœur jusqu'à le porter à une température de 2,7 à 3,5 GK — la température dépendant de la masse de l'étoile. Une fois achevée la combustion du silicium, l'étoile peut exploser en une supernova de type II ou, si sa masse du cœur est supérieure à la limite d'Oppenheimer-Volkoff (3,3 M{\displaystyle \scriptstyle {_{\odot }}}), conduire à la formation d'un trou noir.

## Phase de fusion nucléaire etprocessus α
Les réactions de fusion nucléaire des étoiles dont la masse ne dépasse pas 3 masses solaires cessent lorsqu'elles ont converti leur hydrogène en hélium. La fin de cette réaction se traduit par une baisse de la pression de radiation au cœur de l'étoile, pression dirigée vers l'extérieur et qui équilibre la pression due au poids des gaz : il s'ensuit une contraction de l'étoile afin de compenser la baisse de la pression de radiation par une hausse de la pression des gaz afin de retrouver un équilibre hydrostatique. Si la masse de l'étoile est telle que la pression et la température en son cœur permettent la fusion de l'hélium, la réaction triple alpha s'amorce pour conduire à la formation du carbone :
4
2He (α, γ) 8
4Be (α, γ) 12
6C.
À la fin de cette réaction, les étoiles de plus de 3 masses solaires se contractent graduellement pour réaliser la fusion du carbone successivement en oxygène, néon, magnésium et silicium :
12
6C (α, γ) 16
8O (α, γ) 20
10Ne (α, γ) 24
12Mg (α, γ) 28
14Si.
Les étoiles de plus de 8 masses solaires, quant à elles, continuent leur contraction (de leur cœur) et commencent à ce stade la fusion du silicium (28) jusqu'au nickel 56, en passant par le soufre, l'argon, le calcium, le titane, le chrome et le fer, par fusions successives de 7 particules α :
28
14Si (α, γ) 32
16S (α, γ) 36
18Ar (α, γ) 40
20Ca (α, γ) 44
22Ti (α, γ) 48
24Cr (α, γ) 52
26Fe (α, γ) 56
28Ni.
La réaction s'arrête à ce niveau car, au-delà du nickel 56, la fusion n'est plus exothermique, devenant au contraire consommatrice d'énergie : les noyaux tels que 56Ni et 56Fe sont, en effet, parmi les quelques nucléides dont l'énergie de liaison nucléaire par nucléon est la plus élevée.
Le nickel 56 est instable et donne du fer 56 à l'issue de deux désintégrations β+ :
{\displaystyle \mathrm {^{56}_{28}Ni\ {\xrightarrow[{6,075\ jours}]{\beta ^{+}\ 2,136\ MeV}}\ {}_{27}^{56}Co\ {\xrightarrow[{77,26\ jours}]{\beta ^{+}\ 4,566\ MeV}}\ {}_{26}^{56}Fe} }
Ces deux réactions beta sont trop lentes pour bloquer l'effondrement du cœur de l'étoile, elles font briller les gaz expulsés par l'explosion de la supernova.

## Énergie de liaison nucléaire par nucléon
Le graphique ci-dessous représente l'énergie de liaison nucléaire par nucléon pour les isotopes les plus significatifs. Il montre que les noyaux sont de plus en plus liés en fonction de leur proximité du fer 56, ce qui signifie qu'on libère de l'énergie par fusion des atomes plus légers que le 56Fe et par fission des atomes plus lourds que le 56Fe.
Les éléments plus lourds que le fer ne se forment donc pas par des réactions de fusion avec des particules α telles que celles décrites plus haut, mais par des réactions de capture neutronique (processus r, processus s), protonique (processus rp), et de photodésintégration (processus p), intervenant tout à la fin de vie des étoiles, même peu massives pour certains de ces processus, et surtout lors de l'explosion de supernovas.